# Schwarz (Mecklenburg)
Schwarz ist eine Gemeinde im äußersten Süden des Landkreises Mecklenburgische Seenplatte in Mecklenburg-Vorpommern. Sie wird vom Amt Röbel-Müritz mit Sitz in der Stadt Röbel/Müritz verwaltet.

## Geographie
Die Gemeinde Schwarz liegt am Schwarzer See, südlich der Müritz in der Mecklenburgischen Seenplatte. Der Schwarzer See und der mit ihm verbundene Zethner See sind die westlichsten einer Kette von Seen, die sich über Fürstenberg/Havel bis nach Lychen in der Uckermark hinziehen und einen Abschnitt der Müritz-Havel-Wasserstraße bilden. Das Gelände um Schwarz hat ein markantes, hügeliges Relief, das vom Vorstoß der Eismassen der Weichseleiszeit herrührt und am Alten Mühlenberg maximal 99,1 m ü. NN erreicht. Die Stadt Mirow im früher östlich angrenzenden Landkreis Mecklenburg-Strelitz ist etwa neun Kilometer, die brandenburgische Stadt Rheinsberg zirka 20 Kilometer entfernt. Der Amtssitz Röbel/Müritz liegt bereits in 25 Kilometer Entfernung, dies war unter anderem der Grund für einen langjährigen Streit um die Landkreis-Zugehörigkeit.
Umgeben wird Schwarz von den Nachbargemeinden Mirow im Nordosten und Osten, Rheinsberg im Süden, Wittstock/Dosse im Südwesten sowie Lärz im Nordwesten.
Zur Gemeinde gehören die Ortsteile Buschhof und Schwarz sowie der Wohnplatz Langenschlage. Im Süden des Gemeindegebiets liegt das Naturschutzgebiet Wumm- und Twernsee.
Die Gemeinde hat eine günstige Lage zwischen Mecklenburgischer Seenplatte und dem Rheinsberger Seengebiet und profitiert dadurch vom Tourismus.

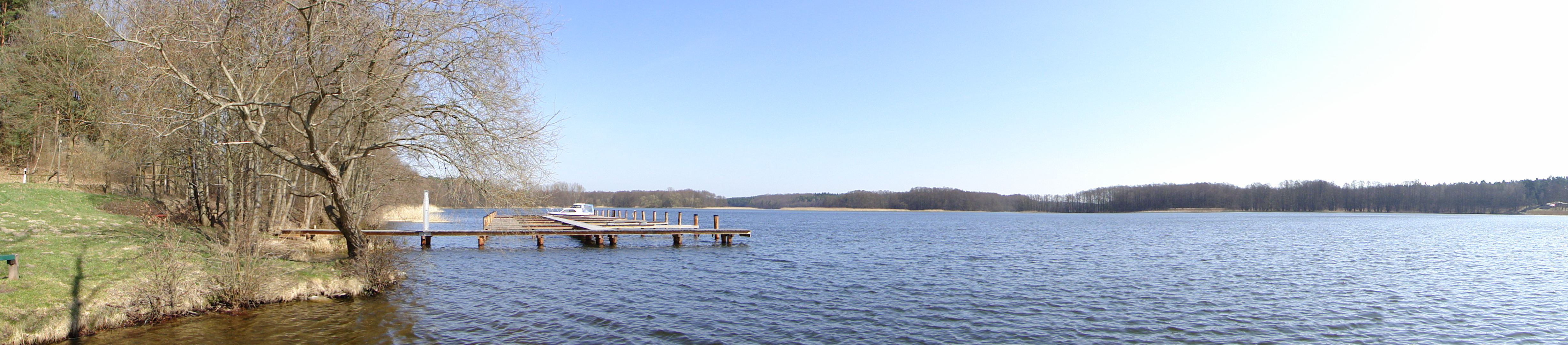
Zethner See in Schwarz

## Geschichte

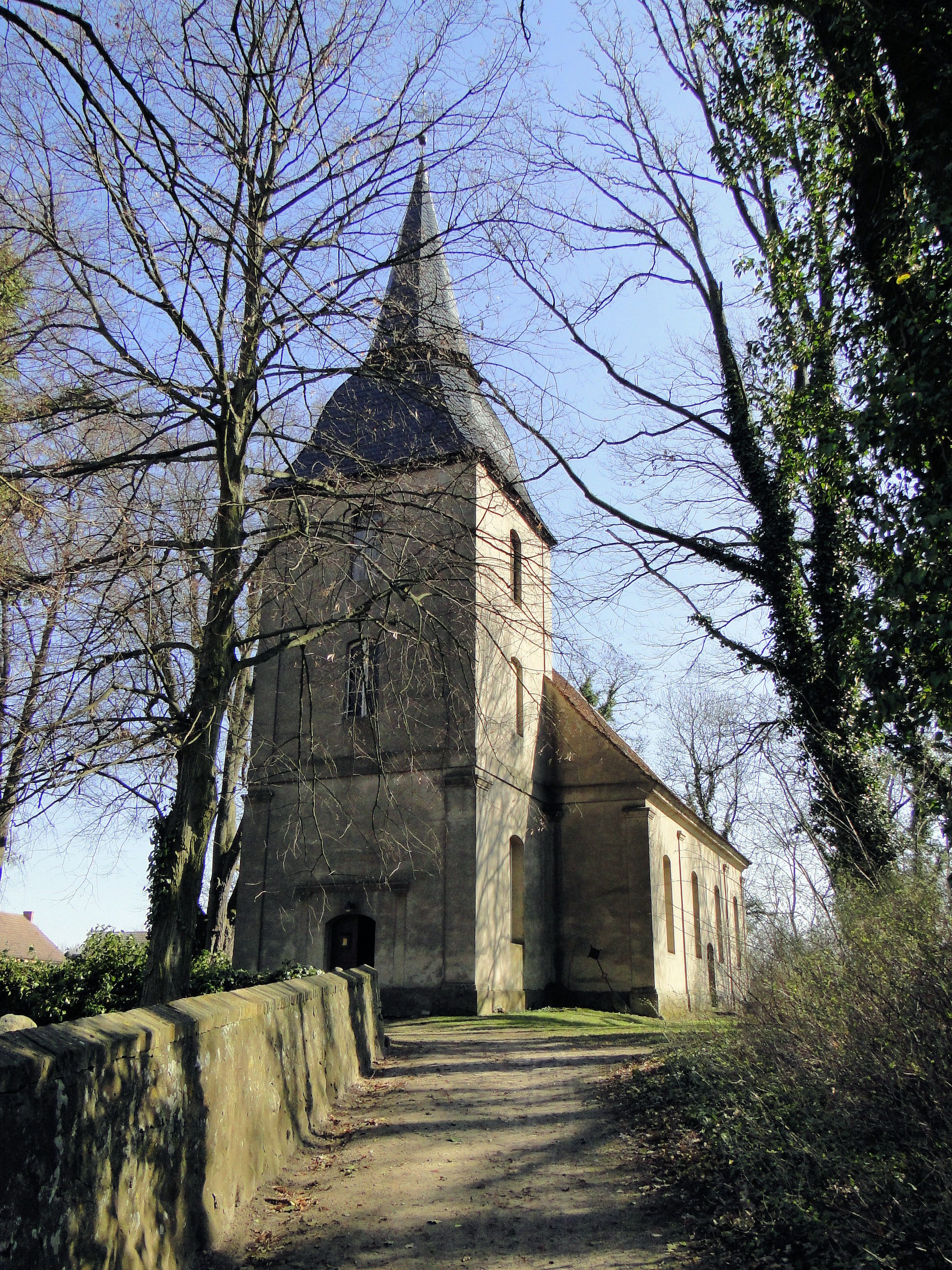
Dorfkirche in Schwarz

Die Schwarzer Geschichte ist mit der von Lärz eng verbunden, beide gehörten seit Mitte des 13. Jahrhunderts zum Dobbertiner Klosterbesitz. Der Name ist dem slawischen „svrici“ entlehnt. Schwarz wurde auch Zwertitz, Swertz, Suirtitz, Swertze und Schwärtz geschrieben. Urkundlich wurde Schwarz erstmals am 23. November 1237 erwähnt. Fürst Nikolaus I. von Werle beurkundete den Besitzstand des Dobbertiner Klostergebietes mit all seinen Grenzen. Die Besitzungen auf vorwiegend sandigen Boden wurden deswegen auch Sandpropstei genannt. Der Fürst Nikolaus erneuerte und erweiterte am 15. Dezember 1274 in Güstrow das Privileg des Klosters Dobbertin von 1237, darunter auch Schwarz und Fehrling in ein Dorf zusammengeschlossen mit ihren Feldscheiden. Am 21. Januar 1282 schenkte Markgraf Albrecht III dem Nonnenkloster Dobbertin das Eigentum des Dorfes und das Kirchenpatronat der Kirche zu Schwarz.
Um 1490 gehörte Schwarz zu Ruppin. Im 16. oder 17. Jahrhundert kam Schwarz an Mecklenburg.
Die erste Dorfschule ist für 1797 bezeugt, des Weiteren gab es eine Glashütte, eine Mühle, eine Schmiede sowie eine Försterei und eine Fischerei. 1918 hatte Schwarz 345 Einwohner, eine Poststation, 29 Erbpächter, 9 Erbbündnereien, 1 Pfarrhüfler, 12 Häusler, 10 Lehmhäusler, Erbwindmühle, Schmiede, Erbkrug, Pfarrhaus, eine Schule und eine Industrieschule. 1934 wird die Feuerwehr Schwarz gegründet.
1816 wurde Buschhof erstmals erwähnt sowie eine Brennerei und eine Schule im Ort. Mittags am 23. Oktober 1868 soll im Dorf Schwarz ein Feuer ausgebrochen sein. Es wurden fast 40 Gebäude, das Schulgehöft, vier Bauerngehöfte, Büdnereien und Häuslereien eingeäschert worden sein.
Im November 2018 fand in Schwarz und in Lärz ein Bürgerentscheid zu einem Gebietsänderungsvertrag statt, nach dem die beiden Gemeinden mit Rechlin fusioniert wären. Sowohl in Lärz als auch in Schwarz stimmte jedoch eine Mehrheit gegen die Fusionierung. In Schwarz stimmten von den 311 Wahlberechtigten 117 gegen und 70 für eine Fusionierung. Eine Stimme wurde als ungültig gezählt.
In Schwarz sind heute neben der Landwirtschaft einige kleine Handwerksunternehmen sowie ein Kiesabbau-Betrieb vertreten.

## Politik

### Gemeindevertretung und Bürgermeister
Der Gemeinderat besteht (inkl. Bürgermeister) aus sieben Mitgliedern. Die Wahl zum Gemeinderat am 26. Mai 2019 hatte folgende Ergebnisse:
| Partei/Bewerber                  | Prozent | Sitze |
| -------------------------------- | ------- | ----- |
| WG Freiwillige Feuerwehr Schwarz | 39,83   | 3     |
| Wählergruppe WSB                 | 39,54   | 2     |
| Einzelbewerber Meinke            | 16,19   | 1     |

Bürgermeister der Gemeinde ist Steffen Höppner, er wurde mit 69,70 % der Stimmen gewählt.

### Dienstsiegel
Die Gemeinde verfügt über kein amtlich genehmigtes Hoheitszeichen, weder Wappen noch Flagge. Als Dienstsiegel wird das kleine Landessiegel mit dem Wappenbild des Landesteils Mecklenburg geführt. Es zeigt einen hersehenden Stierkopf mit abgerissenem Halsfell und Krone und der Umschrift „GEMEINDE SCHWARZ • LANDKREIS MECKLENBURGISCHE SEENPLATTE •“.

## Sehenswürdigkeiten
- Dorfkirche Schwarz von 1767

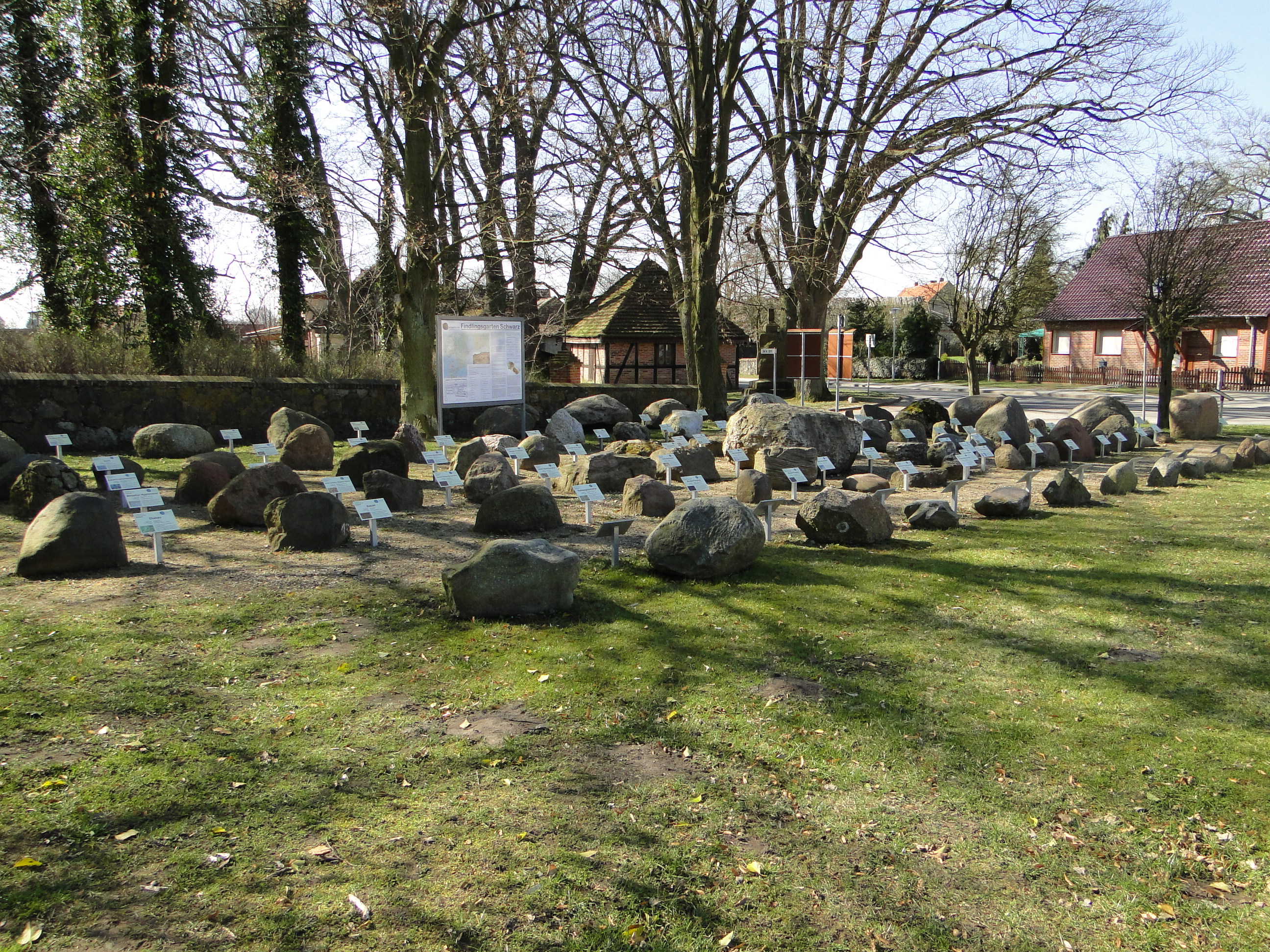
Findlingsgarten in Schwarz

- Pfarrhof mit Pfarrhaus in Schwarz von 1866
- Hof Gräven, ein Mitteldeutsches Ernhaus (Wohnstallhaus) vom Ende des 18. Jahrhunderts
- Hof Pape, ein zweigeschossiges Büdnerhaus vom Ende des 18. Jahrhunderts
- Gutsanlage mit Gutshaus in Buschhof
- ehemaliger Bahnhof in Buschhof
- Findlingsgarten in Schwarz

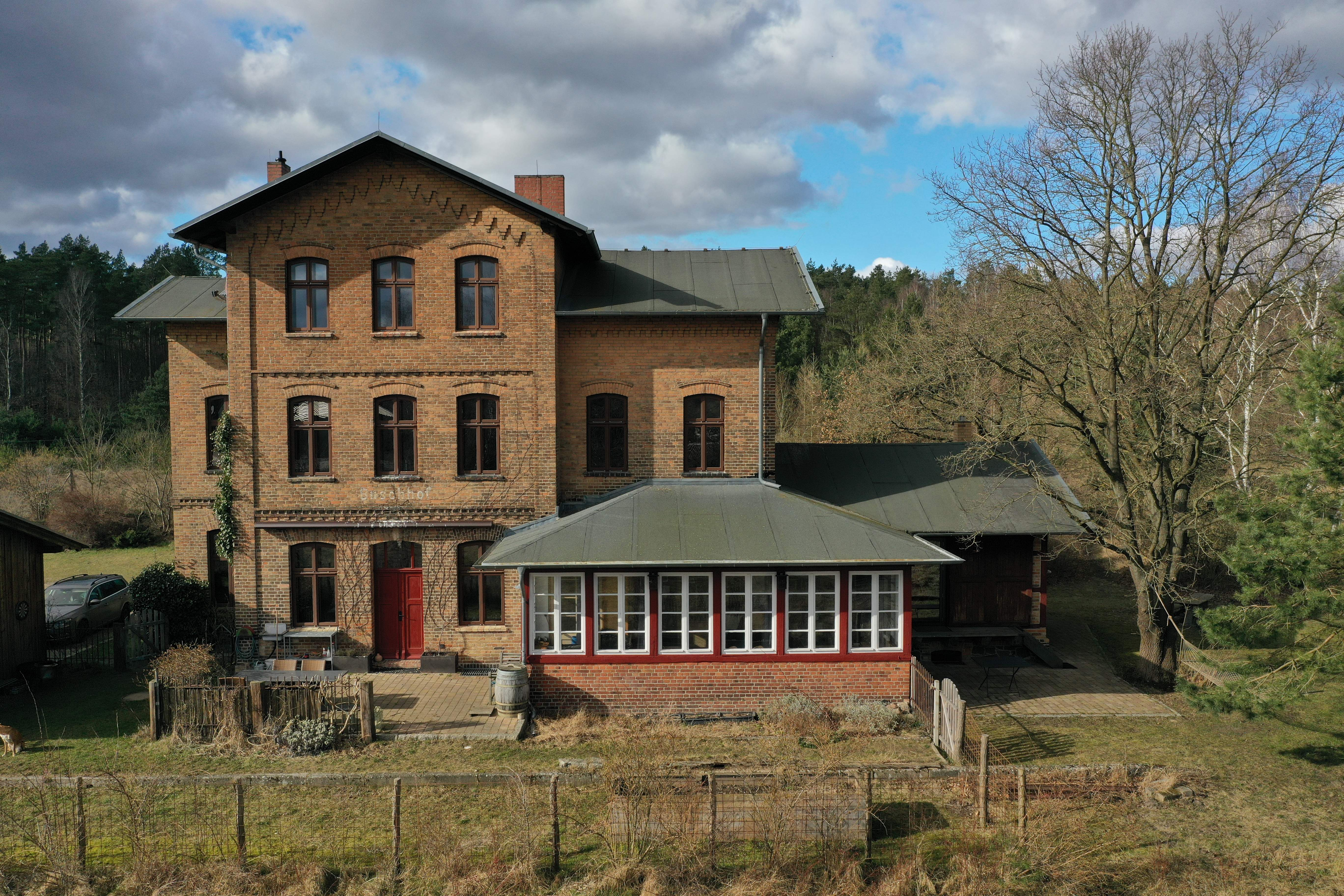
Ehemaliges Empfangsgebäude des Bahnhofs Buschhof

→ Siehe auch Liste der Baudenkmale in Schwarz (Mecklenburg)

## Verkehr
Schwarz liegt etwas abseits der überregionalen Straßenverbindungen. Aus Richtung Norden gelangt man über die Kleinstadt Mirow (an der Bundesstraße 198) nach Schwarz, weitere Straßen führen nach Rheinsberg und Wittstock/Dosse. Der nächste Bahnhof befindet sich in Mirow an der Strecke Mirow–Neustrelitz. Die Anbindung an Mirow wird unter der Woche mit den Linienbussen der MVVG sichergestellt. In den Schulferien ist das Angebot auf einzelne Wochentage beschränkt.

## Persönlichkeiten
- Martin Gutzeit (* 1952), Geistlicher und Politiker, von 1982 bis 1986 Pastor in Schwarz

### Gedruckte Quellen
- Mecklenburgisches Urkundenbuch (MUB)
- Mecklenburgische Jahrbücher (MJB)

### Ungedruckte Quellen
Landeshauptarchiv Schwerin (LHAS)
- LHAS 3.2-3/1 Landeskloster/Klosteramt Dobbertin.
- LHAS 3.2-4 Ritterschaftliche Brandversicherung.
- LHAS 5.11-2 Landtagsverhandlungen, Landtagsversammlungen, Landtagsprotokolle und Landtagsausschuß.
- LHAS 5.12-4/2 Mecklenburgisches Ministerium für Landwirtschaft, Domänen und Forsten.